# Muzeum Narodowe Sztuk Pięknych w Hawanie
Muzeum Narodowe Sztuk Pięknych w Hawanie (hiszp. Museo Nacional de Bellas Artes de Cuba) – muzeum sztuki w Hawanie na Kubie, otwarte w 1913 eoku.

## Historia
1 listopada 1910 roku architekt Emilio Heredia Mora na łamach czasopisma „La Discusión” wystosował apel o zebranie publicznych i prywatnych środków w celu utworzenia muzeum; na jego apel odpowiedzieli m.in. artyści i kolekcjonerzy, którzy przekazali zbiory zwłaszcza o znaczeniu historycznym. Muzeum zostało oficjalnie otwarte 28 kwietnia 1913 roku w budynku nazywanym Antiguo Frontón, w centrum Starej Hawany. Następną siedzibą był gmach Quinta de Toca przy Avenida de Carlos III, który wymagał adaptacji na potrzeby muzeum i z tego powodu działalność muzeum została zawieszona od 1917 roku do otwarcia nowej siedziby 20 maja 1919 roku. Państwo jednak sprzedało Quinta de Toca braciom szkolnym w 1923 roku, wobec czego kolejną siedzibą muzeum stał się od 1925 roku XIX-wieczny budynek El Mercado de Colón, który stał w miejscu dzisiejszego pawilonu sztuki kubańskiej. Zbiory przeniesiono do Palacio de Bellas Artes w 1955 roku, gdzie pozostają do dziś.

## Architektura
Sale eskpozycyjne muzeum znajdują się w dwóch obiektach: budynku przy ulicy Trocaderó z lat 50. XX wieku, nazywanym Palacio de Bellas Artes, który zaprojektował Alfonso Rodríguez Pichardo z wewnętrznym dziedzińcem z płaskorzeźbami autorstwa Ernesta Navarra oraz w Palacio del Centro Asturiano, wzniesionym w 1927 roku według projektu Manuela del Busto, gdzie są przechowywane zbiory europejskie. Część administracyjna znajduje się w dawnych koszarach milicji (hiszp. Cuartel de Milicias) z 2. połowy XVIII wieku.
Oprócz sal ekspozycyjnych muzeum dysponuje salą koncertową. 

## Zbiory
Muzeum skupia się na sztuce kubańskiej z zakresu malarstwa, grafiki i rzeźby, posiada w swoich zbiorach także dzieła europejskich artystów oraz sztukę starożytną.
Wystawa stała poświęcona sztuce kubańskiej obejmuje okres od XVII wieku do 1996 roku, rozmieszczono ją w siedmiu salach. Wybrani artyści z kolekcji: Eduardo Abela, Rafael Blanco, Wifredo Lam, Rafael Moreno, René Portocarrero.
Wystawa stała sztuki świata znajduje się w piętnastu salach podzielonych według krajów pochodzenia dzieł i obejmuje okres od starożytności do XIX wieku. Wybrani artyści z kolekcji: Jan Brueghel starszy, Eugène Delacroix, Antoon van Dyck, Joshua Reynolds, Tycjan.

## Galeria

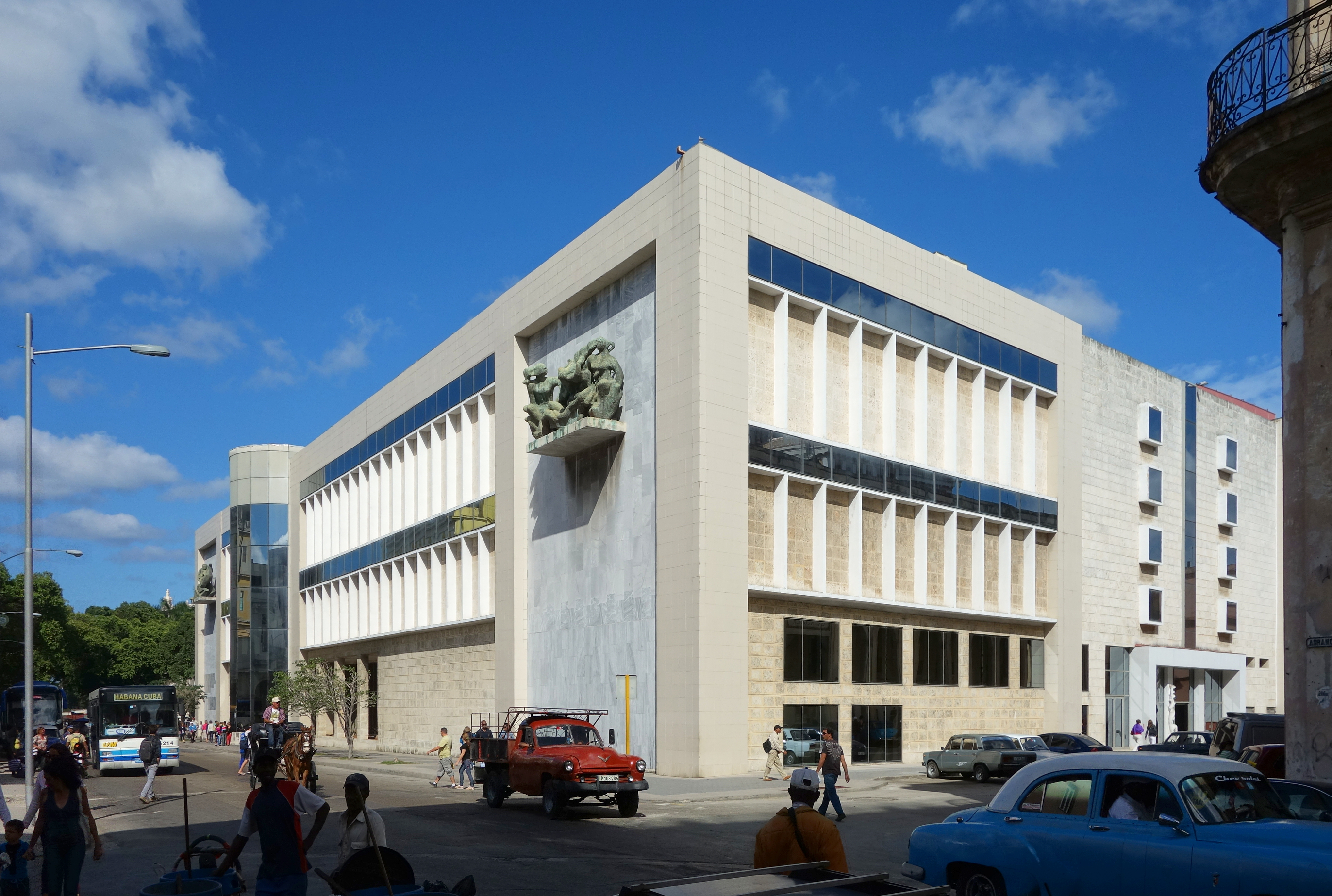
Palacio de Bellas Artes (2015)
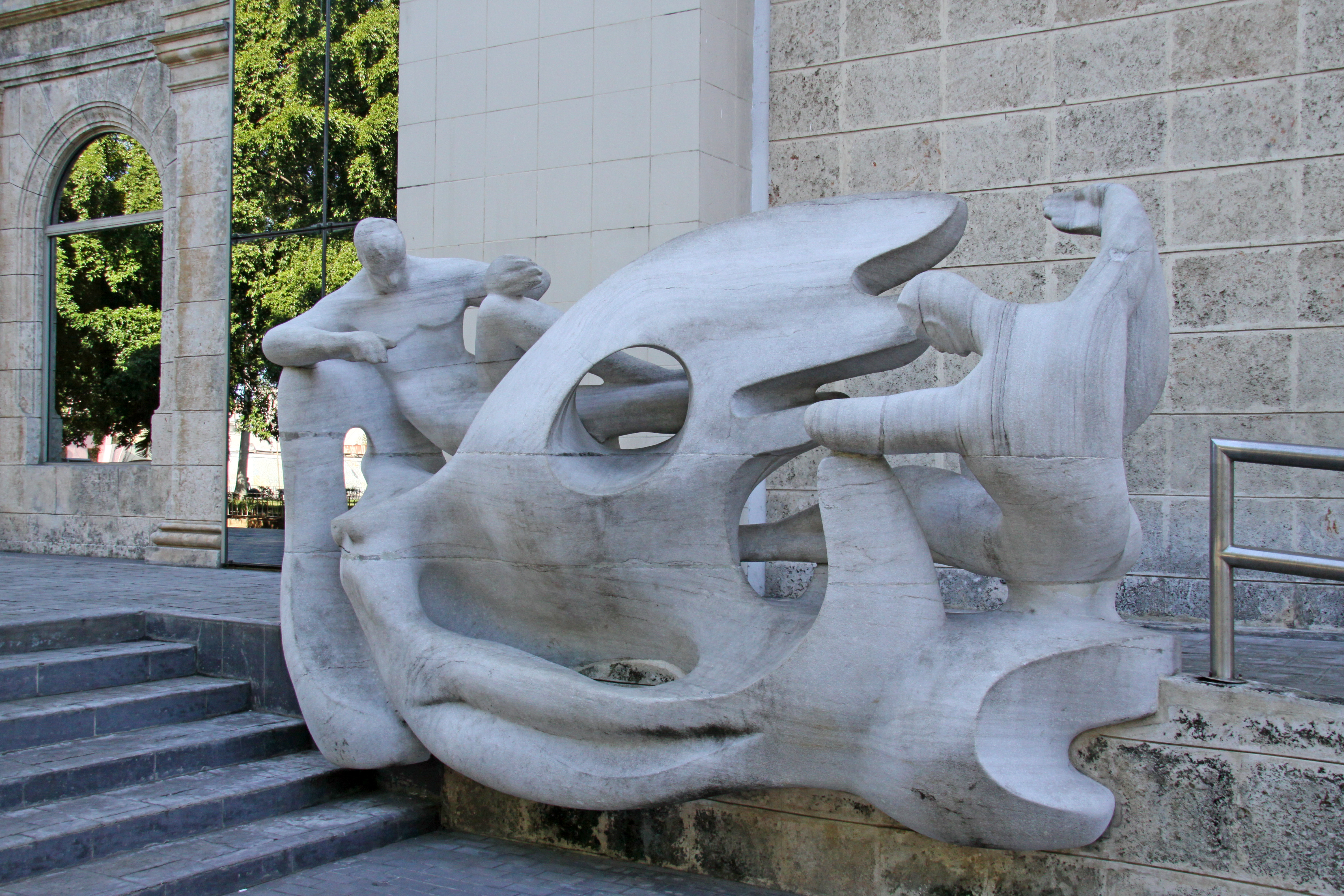
Rzeźba przed Palacio de Bellas Artes (2009)
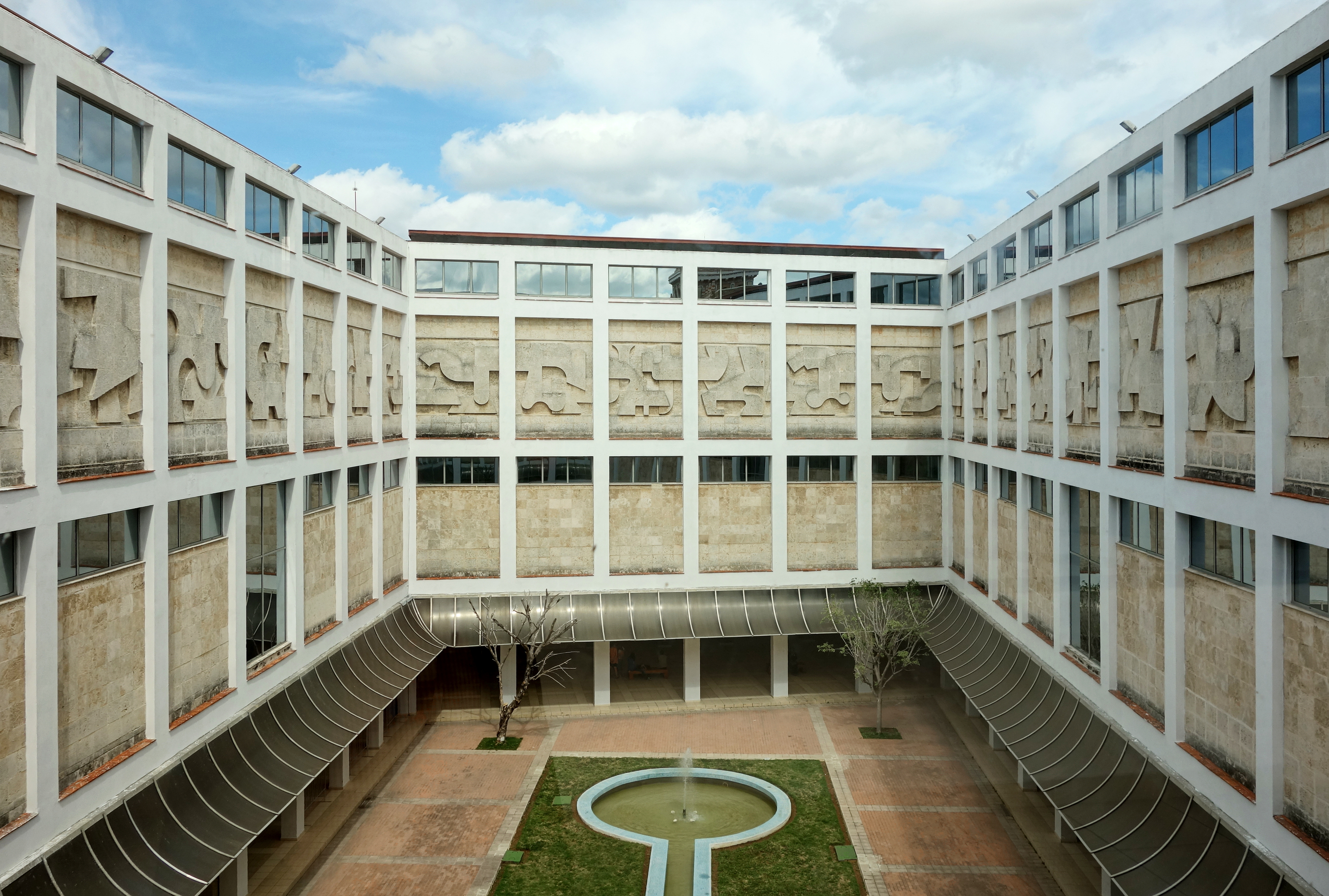
Dziedziniec Palacio de Bellas Artes (2015)
Rzeźby przed wejściem do Palacio del Centro Asturiano (2010)
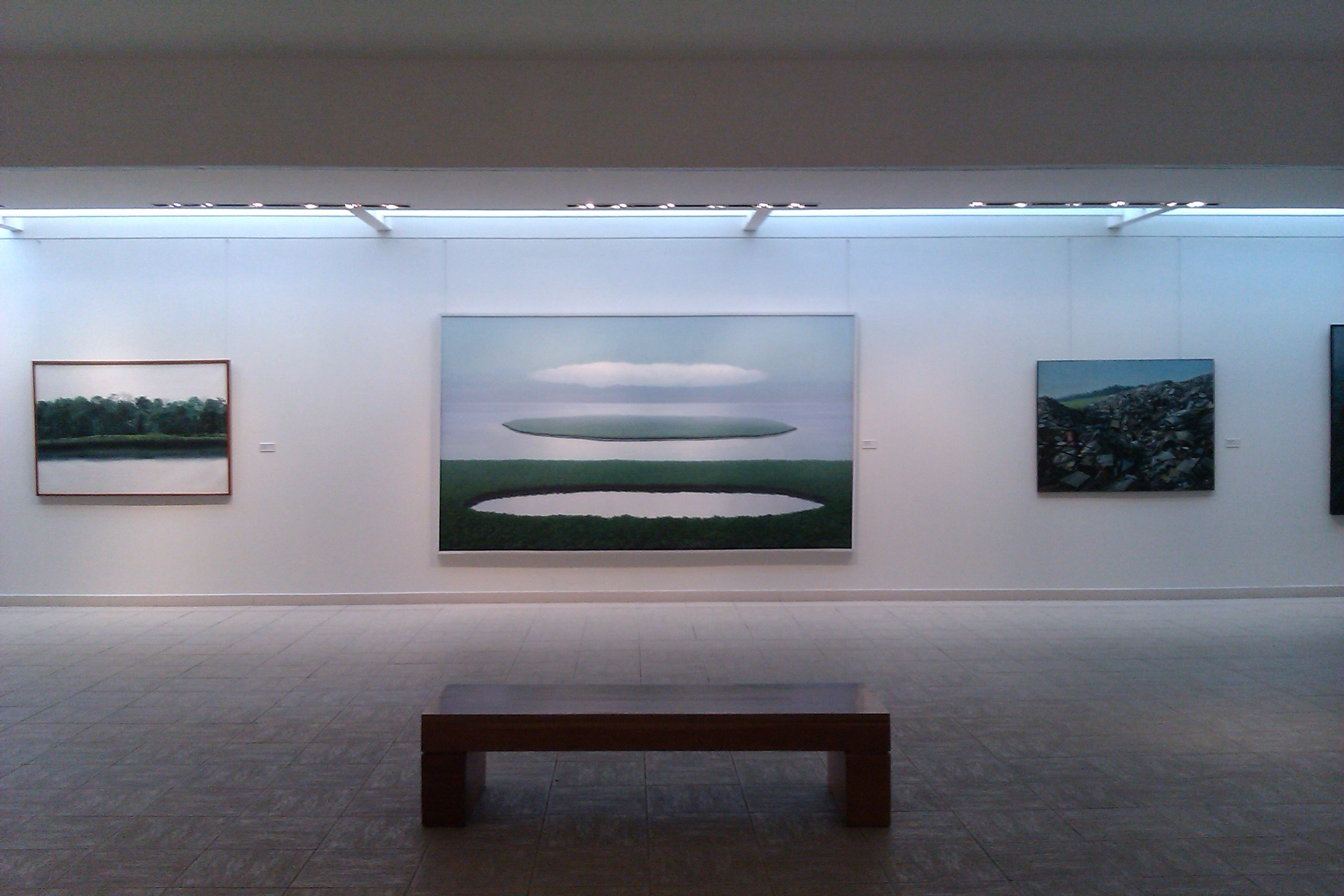
Fragment wystawy z obrazem Tomása Sáncheza(inne języki) (2011)
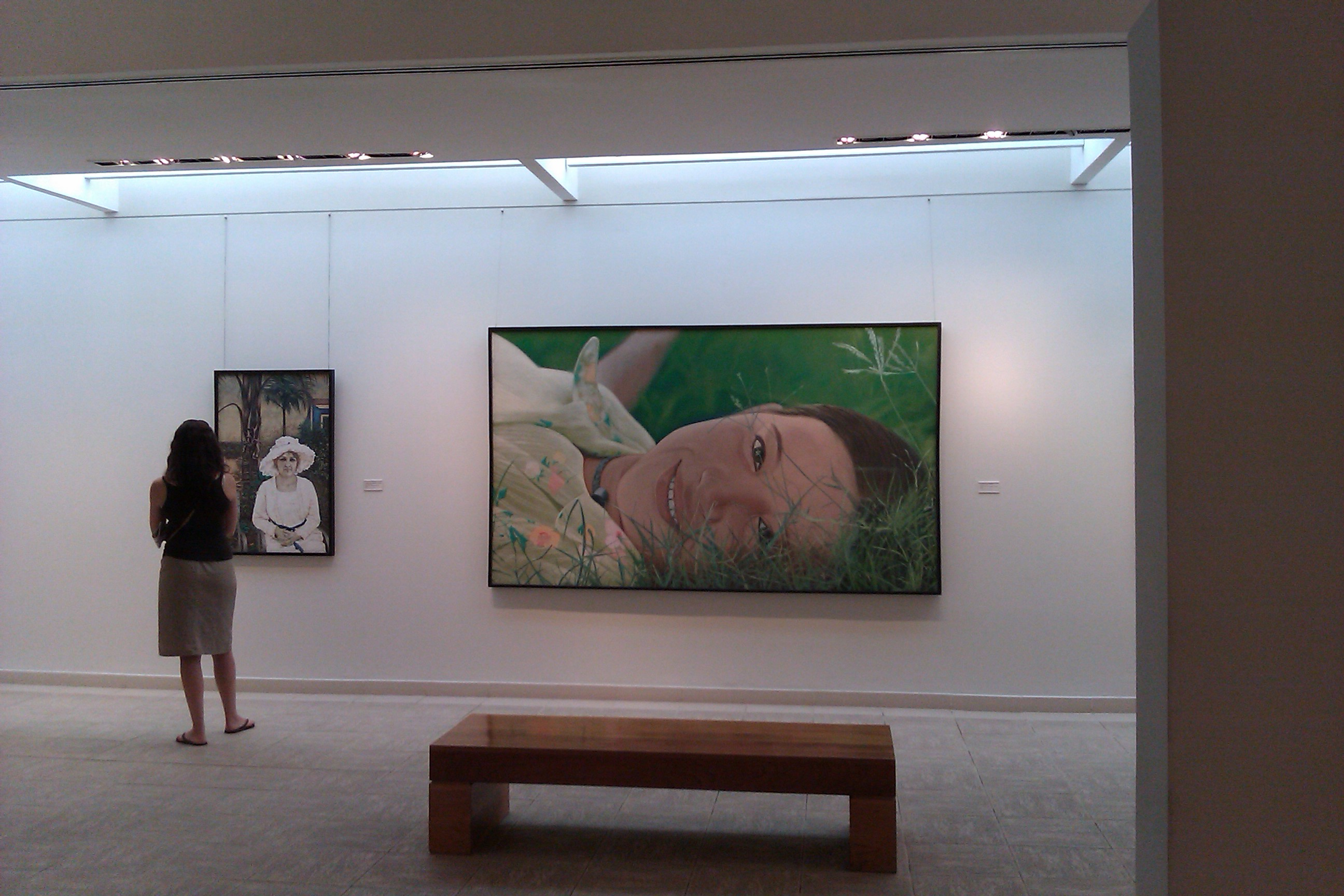
Fragment wystawy sztuki współczesnej (2011)